# Дискография NU’EST W
Дискография южнокорейского бойбенда NU’EST W (официального саб-юнита NU’EST) состояла из трёх мини-альбомов, четырёх синглов, двух саундтреков и пяти видеоклипов.

## Альбомы

### Мини-альбомы
| Название | Информация об альбоме                                                                         | Высшая позиция в чартах | Высшая позиция в чартах | Продажи                    | Сертификации |
| Название | Информация об альбоме                                                                         | KOR                     | US World                | Продажи                    | Сертификации |
| -------- | --------------------------------------------------------------------------------------------- | ----------------------- | ----------------------- | -------------------------- | ------------ |
| W, Here  | - Выпущен: 10 октября 2017 года - Лейбл: Pledis Entertainment - Формат: CD, цифровая загрузка | 1                       | 5                       | Республика Корея: 308,108+ | : Платина    |
| Who, You | - Выпущен: 25 июня 2018 года - Лейбл: Pledis Entertainment - Формат: CD, цифровая загрузка    | 1                       | 9                       | Республика Корея: 250,810+ | : Платина    |
| Wake, N  | - Выпущен: 26 ноября 2018 года - Лейбл: Pledis Entertainment - Формат: CD, цифровая загрузка  | 1                       | —                       | Республика Корея: 212,345+ | N/A          |

## Синглы

### Главные синглы
| Название          | Год  | Высшая позиция | Высшая позиция | Высшая позиция | Продажи                    | Альбом             |
| Название          | Год  | KOR            | KOR Hot.       | US World       | Продажи                    | Альбом             |
| ----------------- | ---- | -------------- | -------------- | -------------- | -------------------------- | ------------------ |
| «If You» (있다면) | 2017 | 2              | 49             | 23             | Республика Корея: 417,127+ | Не сингл с альбома |
| «Where You At»    | 2017 | 1              | 2              | —              | Республика Корея: 321,931+ | W, Here            |
| «Dejavu»          | 2018 | 5              | 2              | —              | —                          | Who, You           |
| «Help Me»         | 2018 | 9              | 3              | —              | —                          | Wake, N            |

### Другие песни, попавшие в чарты
| Название                           | Год  | Высшая позиция в чартах | Высшая позиция в чартах | Продажи                   | Альбом   |
| Название                           | Год  | KOR                     | Hot                     | Продажи                   | Альбом   |
| ---------------------------------- | ---- | ----------------------- | ----------------------- | ------------------------- | -------- |
| «My Beautiful»                     | 2017 | 19                      | 7                       | Республика Корея: 89,856+ | W, Here  |
| «Paradise» (Соло Рена)             | 2017 | 38                      | 12                      | Республика Корея: 39,115+ | W, Here  |
| «Good Love» (Соло Арона)           | 2017 | 40                      | 13                      | Республика Корея: 38,300+ | W, Here  |
| «With» (Соло ДжеяА)                | 2017 | 33                      | 11                      | Республика Корея: 41,395+ | W, Here  |
| "지금까지 행복했어요" (Соло Пэкхо) | 2017 | 25                      | 9                       | Республика Корея: 74,042+ | W, Here  |
| «Polaris»                          | 2018 | 67                      | 6                       | —                         | Who, You |
| «Signal»                           | 2018 | 85                      | 8                       | —                         | Who, You |
| «YlenoL»                           | 2018 | 92                      | 9                       | —                         | Who, You |
| «Gravity&Moon» (중력달)            | 2018 | 93                      | 10                      | —                         | Who, You |
| «Shadow»                           | 2018 | 94                      | 11                      | —                         | Who, You |

## Саундтреки
| Название     | Год  | Альбом                          |
| «Let Me Out» | 2017 | The Korean Odyssey — OST Part 1 |
| «AND I»      | 2018 | Mr. Sunshine OST — Part 10      |
| ------------ | ---- | ------------------------------- |

## Видеоклипы
| Год  | Песня          |
| ---- | -------------- |
| 2017 | «Where You At» |
| 2017 | «Let Me Out»   |
| 2018 | «Dejavu»       |
| 2018 | «And I»        |
| 2018 | «Help Me»      |